# 湯姆·哈里斯

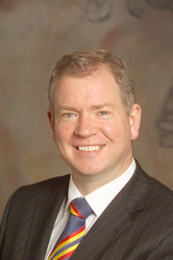

湯姆·哈里斯（Tom Harris，1964年2月20日—）是一位蘇格蘭政治人物，曾經是一位記者，他的黨籍是工黨。在2001年至2005年，他擔任格拉斯哥卡斯加特選區的選出的國會議員。2005年至2015年，他擔任南格拉斯哥選區選出的國會議員。